# СЕПРОСИ, Секретарија де Протексион Сиудадана (Ел Еспинал)
СЕПРОСИ, Секретарија де Протексион Сиудадана (шп. SEPROCI, Secretaría de Protección Ciudadana) насеље је у Мексику у савезној држави Оахака у општини Ел Еспинал. Насеље се налази на надморској висини од 20 м.

## Становништво
Према подацима из 2005. године у насељу је живело 7 становника.

### Хронологија
| Година       | 2005 |
| ------------ | ---- |
| Становништво | 7    |

### Попис
| # | Индикатор                        | Вредност |
| - | -------------------------------- | -------- |
| 1 | Укупно појединачних домаћинстава | 1        |